# ایمان ملکی
ایمان ملکی (متولد ۲۰ اسفند ۱۳۵۴، تهران) نقاش سبک واقع‌گرایی ایرانی می‌باشد که از ۱۵ سالگی به فراگیری نقاشی زیرنظر اولین و تنها معلم خود استاد مرتضی کاتوزیان شروع کرد.

## زندگینامه
ایمان ملکی در سال ۱۳۷۴، وارد دانشگاه هنرهای زیبای دانشگاه تهران شد و چهار سال بعد در رشته گرافیک از این دانشگاه فارغ از تحصیل شد.
وی در سال ۱۳۸۰، اقدام به تأسیس آتلیه نقاشی آرا و آموزش نقاشی با رعایت ارزش‌های سنتی و کلاسیک این هنر نمود.
مهمترین نمایشگاه‌هایی که او در آنها شرکت داشته عبارتند از:
- نمایشگاه نقاشان واقعگرای ایران: سال ۱۳۷۸ در موزه هنرهای معاصر تهران
- نمایشگاه‌های گروهی آتلیه کارا: سال ۱۳۷۷، در نگارخانه سبز و سال ۱۳۸۲، در موزه هنرهای زیبای کاخ سعدآباد

## جایزه‌ها
- جایزه ویلیام بوگرو برای تابلوی فال حافظ
- جایزه منتخب رئیس مرکز نوسازی هنر برای تابلوی دختری کنار پنجره در دومین دوره مسابقه (ARC)-مسابقه بین‌المللی مرکزهنرآمریکا[۱]